# STS-41-D
إس تي إس-41-دي (بالإنجليزية: STS-41-D)‏ الرحلة الثانية عشر ضمن برنامج مكوك الفضاء لوكالة ناسا، وأول رحلة لمكوك الفضاء ديسكفري، انطلقت الرحلة في 30 أغسطس 1984 من مركز كينيدي للفضاء، وهبطت في 5 سبتمبر في قاعدة إدواردز الجوية، تم خلال الرحلة نشر ثلاثة أقمار صناعية للاتصالات وإجرآء عدد من التجارب العلمية، حملت الرحلة خمسة رواد الفضاء.

## معرض صور

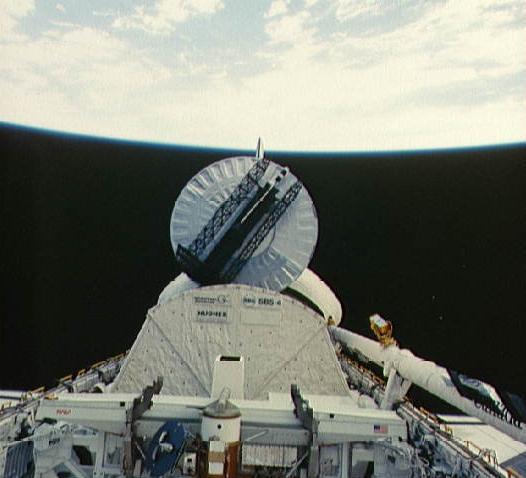
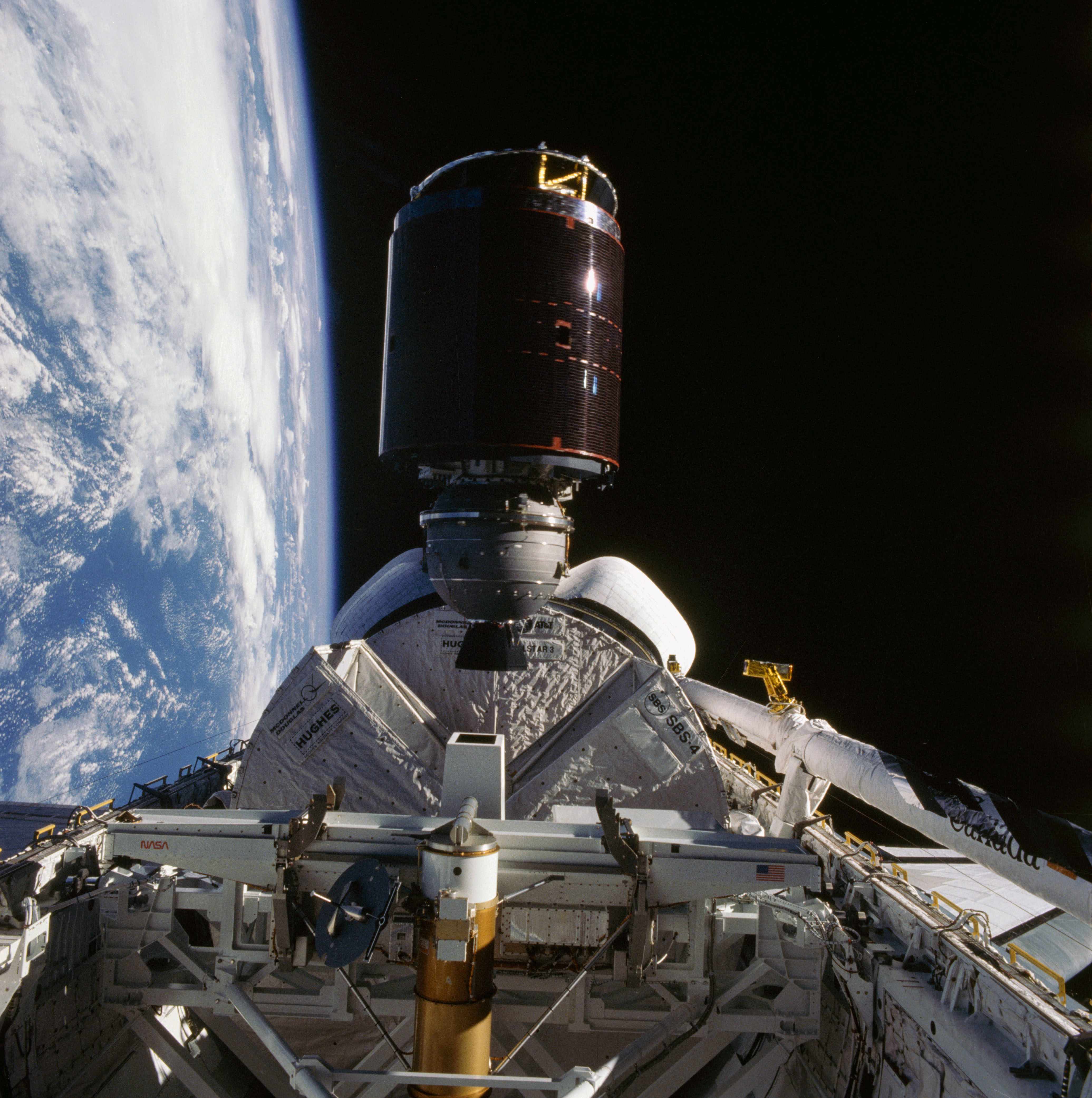
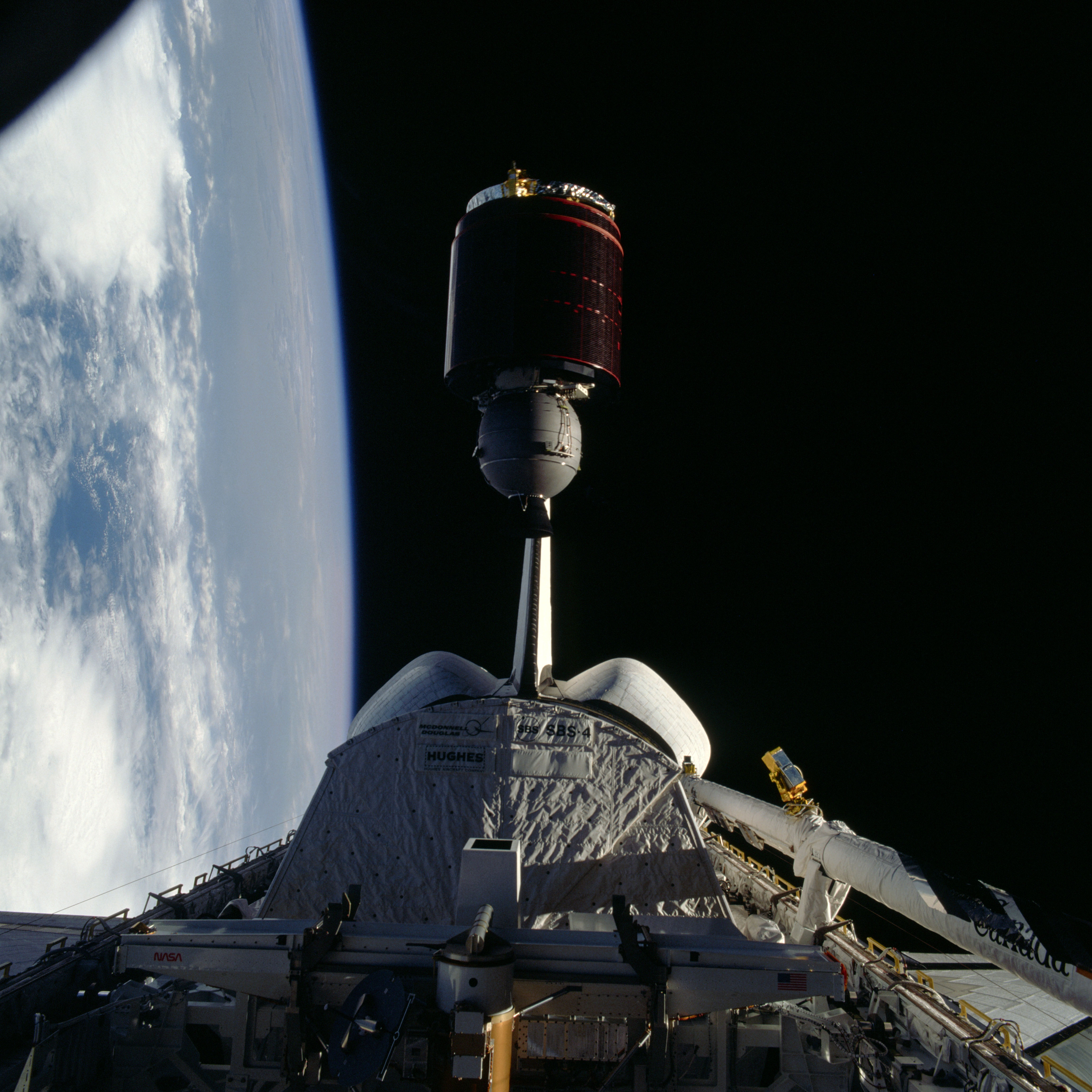
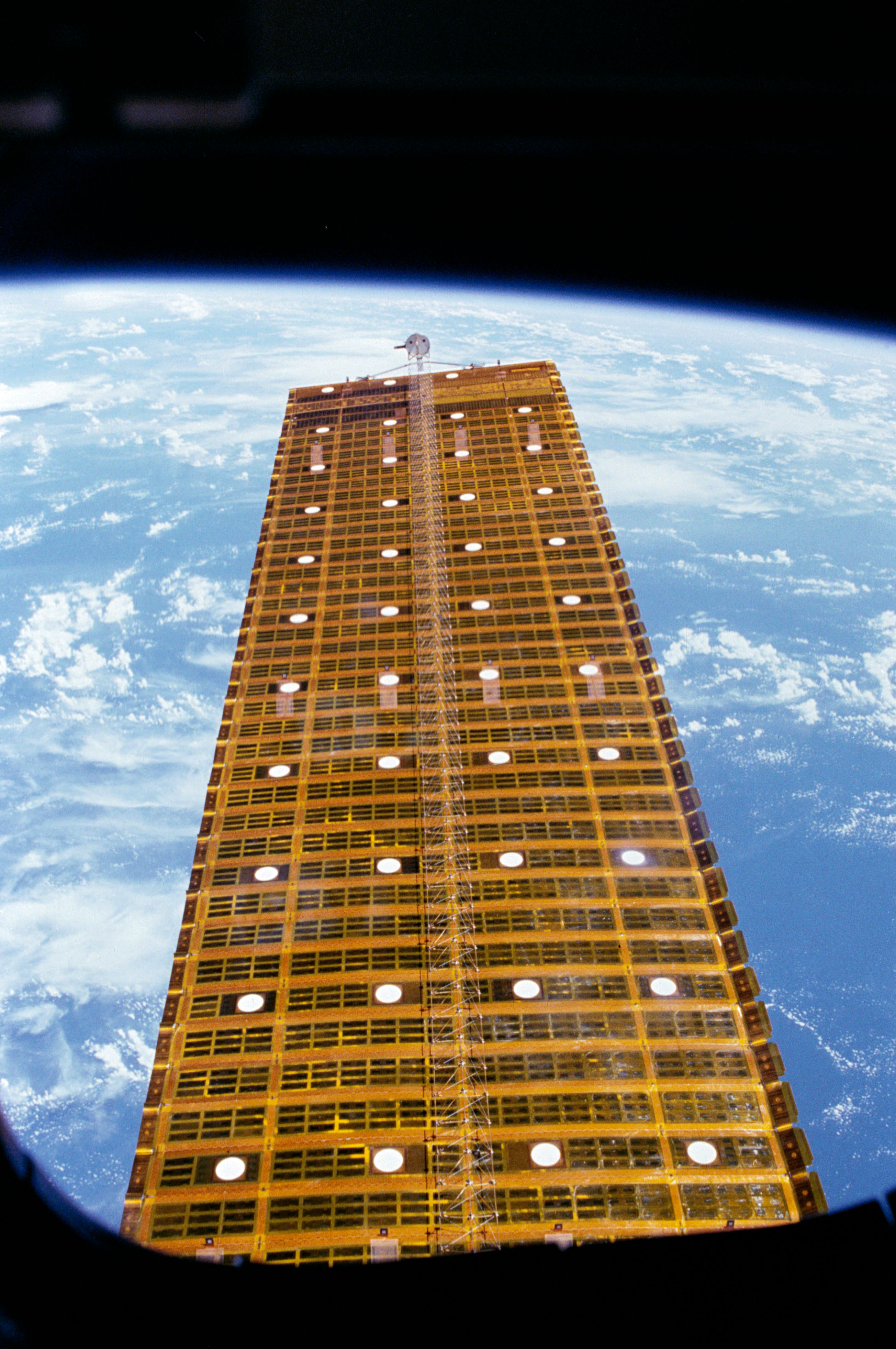